# Les Pirates du Silence
Os Piratas do Silêncio, é o álbum Nº 10 da série regular de BD das personagens Spirou e Fantásio. Lançado em 1959.

## Resumo
Spirou e Fantásio deslindam uma série de roubos em Incognito-City, em que os assaltante usam um gás para adormecer (cuja formula fora roubada ao Conde de Talmourol) para cometer os seus crimes. É também neste álbum que o Marsupilami fala pela primeira vez, dizendo algumas palavras repetidas das conversa dos personagens.
A edição portuguesa da Arcádia tem uma segunda história cujo título é apresentado como um anúncio luminoso no primeiro desenho (La Quick super na versão original), sobre uma quadrilha de ladrões de automóveis.

## Personagens

### Os piratas do silêncio
Principais
- Spirou
- Fantásio
- Spip
- o Marsupilami
- o Conde de Talmourol

Secundárias
- Juan Corto dos Orejas y Rabo (chefe dos bandidos)
- Afonso Felino

### Quick
Principais
- Spirou
- Fantásio
- Spip

Secundárias
- "O detective"
- Contente (o chefe da quadrilha)